# Breynia (oursin)
Genre
Breynia est un genre d'oursins irréguliers de la famille des Loveniidae.

## Description et caractéristiques
Ce sont des oursins irréguliers en forme de cœur vu du dessus. Une large bouche filtreuse est située sur la face inférieure de l'animal, et l'anus en position terminale arrière. Ils sont couverts de radioles (piquants) courtes et peu piquantes, et vivent enterrés dans le sédiment, qu'ils filtrent pour se nourrir : ils sont rarement aperçus vivants, mais leurs squelettes (« tests ») sont souvent retrouvés sur les plages.
Le test (coquille) est irrégulièrement ovale, avec un sulcus antérieur peu profond et une légère excroissance inféro-postérieure. 
Le disque apical est ethmolytique, avec 4 gonopores. 
Les ambulacres antérieurs sont modérément larges et peu enfoncés (moins que chez Lovenia), les paires de pores et les podia sont spécialisés. 
Les tubercules adjacents à la dépression frontale sont épais et alignés. 
Les autres ambulacres sont pétalloïdes et enfoncés, s'élargissant vers l'apex et fermés distalement. Les colonnes forment presque des arcs continus latéralement. 
Le périprocte est submarginal, sur la face arrière verticale ; il peut être très invaginé. 
Le péristome est élargi horizontalement, s'ouvrant presque verticalement. 
La plaque labrale est étroite et longue, en simple contact avec les plaques sternales. Les plaques sternales vont par paires, assez étroites et triangulaires, entièrement tuberculées. 
La tuberculation aborale est généralement hétérogène, avec des tubercules grossiers éparpillés sur tous les ambulacres sauf le postérieur. Les tubercules primaires sont profondément enfoncés. 
Les tubercules oraux sont réduits et non enfoncés, alignés. 
Le fasciole sub-anal est bien développé, en forme d'écu, et le fasciole péripélateux n'est pas indenté avec les ambulacres.
Ce genre est apparu à l'Oligocène, et est essentiellement réparti entre l'Inde et l'Indonésie.

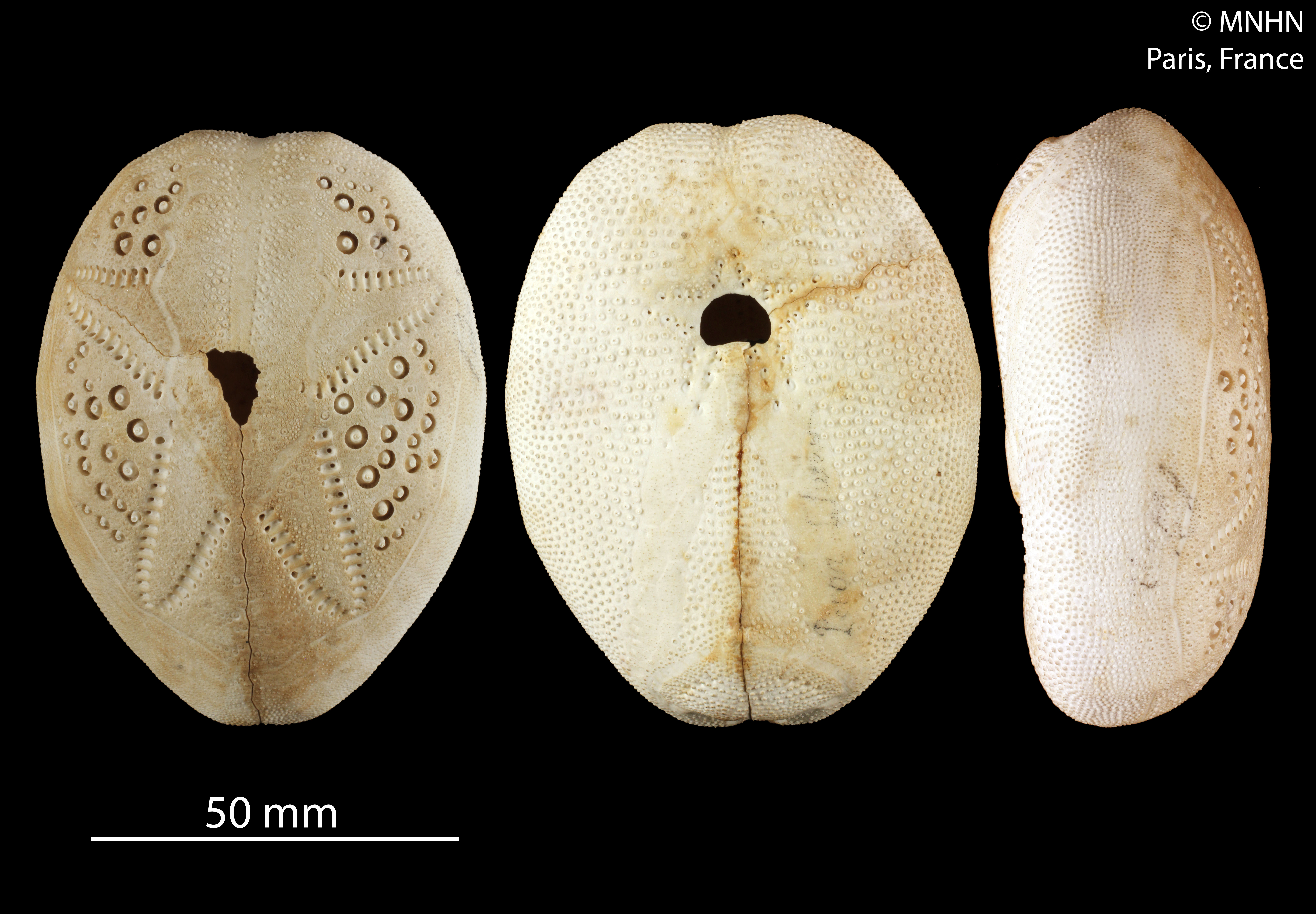
Breynia australasiae (MNHN)

## Liste d'espèces
Selon World Register of Marine Species (8 mars 2018) :
- Breynia australasiae (Leach, 1815) -- Australie
- Breynia birmanica Vredenburg, 1922 †
- Breynia cordata Hayasaka & A. Morishita, 1947 †
- Breynia desorii Gray, 1851 -- Australie
- Breynia elegans Mortensen, 1948 -- Région malaise
- Breynia neanika McNamara, 1982 -- Nord de l'Australie
- Breynia sirtica Airaghi, 1939 †
- Breynia testudinaria Hayasaka & A. Morishita, 1947 †
- Breynia vredenburgi Anderson, 1907 -- îles Andaman

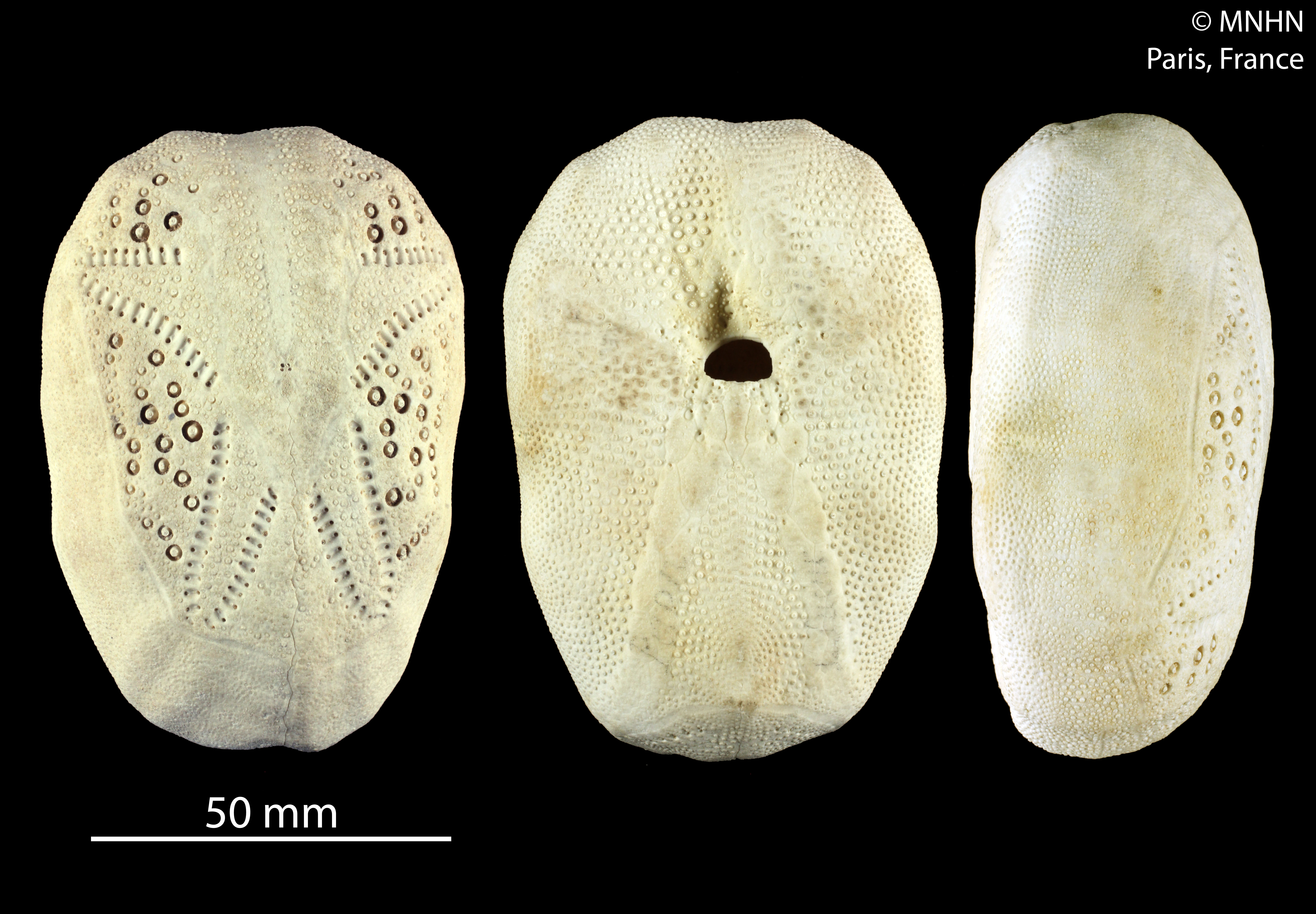
Breynia australasiae
Breynia elegans